# Beneath the Surface (album)
Beneath the Surface – trzeci studyjny album amerykańskiego rapera GZA (członka Wu-Tang Clan) wydany 29 czerwca 1999 roku nakładem wytwórni MCA. Album zadebiutował na 9. miejscu notowania Billboard 200 oraz na 1. pozycji Top R&B/Hip-Hop Albums.
Wydawnictwo zostało wyprodukowane przez członków Wu-Tang Clanu (RZA, Inspectah Deck) oraz osoby powiązane z grupą (Mathematics, Arabian Knight, John the Baptist). Gościnnie na płycie pojawili się m.in. Killah Priest, Masta Killa, Ol’ Dirty Bastard, Method Man oraz członkowie Sunz of Man.
Według Recording Industry Association of America status złotej płyty album uzyskał 5 sierpnia 1999 roku.

## Lista utworów
| #  | Tytuł                                                                         | Producent        | Sample                                               | Czas |
| -- | ----------------------------------------------------------------------------- | ---------------- | ---------------------------------------------------- | ---- |
| 1  | „Intro”                                                                       | GZA              |                                                      | 1:16 |
| 2  | „Amplified Sample”                                                            | Mathematics      |                                                      | 3:31 |
| 3  | „Beneath the Surface” (gośc. Killah Priest, Res)                              | Inspectah Deck   | - Jean Plum – „Back To You”                          | 4:29 |
| 4  | „Skit #1”                                                                     | GZA              |                                                      | 0:37 |
| 5  | „Skit #2”                                                                     | GZA              |                                                      | 0:31 |
| 6  | „Crash Your Crew” (gośc. RZA, Ol’ Dirty Bastard)                              | John the Baptist | - Willie Hutch – „I Choose You”                      | 3:07 |
| 7  | „Breaker, Breaker”                                                            | Arabian Knight   | - Wu-Tang Clan – „Clan In Da Front”                  | 3:38 |
| 8  | „High Price, Small Reward” (gośc. Masta Killa)                                | Mathematics      |                                                      | 1:43 |
| 9  | „Hip Hop Fury” (gośc. Dreddy Kruger, Hell Razah, RZA, Timbo King)             | Arabian Knight   |                                                      | 3:44 |
| 10 | „Skit #3”                                                                     | GZA              |                                                      | 0:47 |
| 11 | „1112” (gośc. Masta Killa, Killah Priest, Njeri Earth)                        | RZA              |                                                      | 4:18 |
| 12 | „Skit #4”                                                                     | GZA              |                                                      | 0:45 |
| 13 | „Victim” (gośc. Njeri Earth, Joan Davis)                                      | Arabian Knight   |                                                      | 4:04 |
| 14 | „Publicity”                                                                   | Mathematics      | - Terry Knight and the Pack – „I (Who Have Nothing)” | 2:37 |
| 15 | „Feel Like An Enemy” (gośc. Hell Razah, Killah Priest, Prodigal Sunn, Trigga) | Mathematics      |                                                      | 3:12 |
| 16 | „Stringplay (Like This, Like That)” (gośc. Method Man)                        | Arabian Knight   |                                                      | 3:18 |
| 17 | „Mic Trippin”                                                                 | Mathematics      |                                                      | 2:59 |
| 18 | „Outro” (gośc. La the Darkman, Timbo King)                                    | Arabian Knight   |                                                      | 1:34 |

## Notowania
| Rok  | Album               | Notowanie | Notowanie | Notowanie |
| Rok  | Album               | USA 200   | USA R&B   | Kanada    |
| ---- | ------------------- | --------- | --------- | --------- |
| 1999 | Beneath the Surface | 9         | 1         | 13        |

| Rok  | Utwór                 | Notowanie | Notowanie |
| Rok  | Utwór                 | Hot R&B   | Hot Rap   |
| ---- | --------------------- | --------- | --------- |
| 1999 | „Beneath The Surface” | —         | —         |
| 1999 | „Breaker, Breaker”    | 80        | 16        |
| 1999 | „Hip Hop Fury”        | —         | —         |
| 1999 | „Publicity”           | —         | —         |